# Junior Messias
Walter Messias Júnior (sinh ngày 13 tháng 5 năm 1991) là một cầu thủ bóng đá chuyên nghiệp người Brasil thi đấu ở vị trí tiền vệ tấn công và tiền đạo cho câu lạc bộ Serie A AC Milan .